# Каттанео, Питер
Питер Джозеф Каттанео (англ. Peter Cattaneo; род. 1 июля 1964) — британский режиссёр кино и телевидения. Главным достижением Каттанео является номинация на премию Оскар за лучшую режиссуру за фильм «Мужской стриптиз» (англ. The Full Monty).

## Биография
Каттанео родился в семье выходцев из Италии в лондонском районе Твикнем. Дизайнер по первому образованию (Политехнический институт Лидса), он окончил Королевский колледж искусств в 1989 году. Уже на следующий год он добился значительного успеха — номинации на премию «Оскар» 1991 года в категории короткометражных фильмов с 11-минутной лентой «Дорогая Рози». Своего главного успеха Каттанео добился с фильмом 1997 года «Мужской стриптиз». Фильм получил оглушительный успех как в Великобритании, так и за рубежом. Картина получила премию BAFTA 1998 года, как лучший фильм, а также премии Европейской киноакадемии, «Гойя» за лучший европейский фильм, «Давид ди Донателло», Deutscher Filmpreis и многие другие. Сам Каттанео был номинирован на премию Оскар за лучшую режиссуру, а также был произведён в 1998 году в кавалеры Ордена Британской империи (MBE) «за заслуги перед британской киноиндустрией».
Каттанео продолжает работать в качестве режиссёра, наибольших успехов добиваясь в качестве режиссёра на телевидении.